# På spåret
På spåret är ett svenskt årligen återkommande frågesport- och tågresebaserat underhållningsprogram i SVT om fredagskvällarna, introducerat den 5 september 1987.
På spåret är ett av Sveriges Televisions största nöjesprogram och är en svensk originalidé. I programmet får svenska kändisar tävla i en frågesport som tar sin utgångspunkt i olika städer. Tittarrekordet ligger på 3,7 miljoner från mars 1990. Tävlingen fortsätter att vara mycket populär och har sänts varje år sedan starten med undantag för 1989, 1992 och 1994.
Formatet har sålts till norska TVNorge, där det sändes under namnet Jorda rundt 1998–1999. I Finland gör Yle en egen version av programmet under namnet Hengaillaan med start i januari 2023.

## Beskrivning och historik
Programformatet bakom På spåret är en svensk originalidé. Idén föddes 1986 när frilansjournalisten Lennart Andersson i BBC:s Arkiv i London såg ett klipp som visade en tågresa mellan London och Brighton, där kameran satt i loket på tåget som rusade fram i raketfart. Filmklippet var BBC:s London to Brighton in Four Minutes(en) där hela resan tog mindre än fyra minuter. Konceptet utvecklades senare under 1986 vid SVT Göteborg av Lennart Andersson, TV-chefen Steen Priwin och Ingvar Oldsberg.
Premiärprogrammet sändes den 5 september 1987 som den första lördagsunderhållningen i nya TV2 – Sverigekanalen. 1987 använde man sig av herre-på-täppan-principen, där det segrande laget i varje program gick vidare och ställdes mot en ny motståndare veckan efter. Premiärårets totalvinnare var lag Lennart "Hoa-Hoa" Dahlgren som vann fyra av sina fem matcher och hade flest ”resväskor” med pengar i slutet av säsongen, trots att Gunnar Svenssons lag segrade i det sista programmet. I Hoa-Hoas lag ingick även Thomas Wernersson och Margareta Söderström.
Den ursprungliga signaturmelodin komponerades av Göteborgsmusikern Bengt-Åke Andersson, tidigare trombonist i Bohuslän Big Band. Musiken till tågresorna heter Københavns Jernbanedampgalop och är komponerad av den danske tonsättaren Hans Christian Lumbye. År 2011 infördes en ny signaturmelodi, specialkomponerad av dåvarande husbandet Augustifamiljen.
Från säsong 18 (2007/2008) har På spåret haft formen av en turnering med gruppspel, en kvartsfinal, två semifinaler och en final. Gruppspelet består av tre grupper med vardera tre lag. Vinnaren i respektive grupp kvalificerar sig direkt till semifinal, medan de två bästa tvåorna möts i en kvartsfinal för att göra upp om den sista semifinalplatsen. 1987 gjordes sex avsnitt; sedan 2005/2006 har säsongerna bestått av tretton avsnitt.
Fram till och med 1993 bestod lagen av tre personer, men sedan dess har deltagarna tävlat i par. Laget Bengt Grives, Mats Strandbergs och Björn Hellbergs dominans (de vann fyra säsonger i rad, 1988, 1990 – detta år med Joakim Nyström istället för Grive –, 1991 och 1993) var ett fall av Peter Polkander-syndromet. Björn Hellberg blev senare domare. Likaså blev de tävlande lagen nedbantade till par istället för tremannalag.
Nytt för säsongen 2007/2008 var det nya vandringspriset, en jordglob i silver. Runt silvergloben löper en räls med ett litet tåg på. Globen står på en fot av massiv ek där namnen på alla tidigare vinnare finns ingraverade.
Ingvar Oldsberg var programledare åren 1987–2009 och domare var under säsongen 1988 Lennart "Hoa-Hoa" Dahlgren. Från 1995 till 2009 var dock Björn Hellberg fast domare, förutom under säsongen 2004 då han ersattes av Carl Jan Granqvist. Från och med säsongen 2009/2010 har Kristian Luuk och Fredrik Lindström tagit vid som programledare respektive domare.
I samband med att Oldsberg och Hellberg skulle lämna På spåret sändes ett minnesprogram den 1 september 2009. Programmet hette På spåret – Oldsbergs favoriter.
Den 4 december 2009 hade den första säsongen utan Ingvar Oldsberg och Björn Hellberg premiär. Under Kristian Luuks och Fredrik Lindströms ledning vann På spåret ”Årets program” på Kristallen 2009 och ”Årets underhållningsprogram” 2010. Säsong 23 (2012–2013) var en mästarsäsong där alla deltagare förutom ett lag var tidigare mästare eller vinnare av tävlingen. Vinnare av denna På spåret-säsong blev Ellinor Persson och Dick Harrison.
En nyhet till säsongen 2015/2016 var en ”försnacksshow”, kallat "På perrongen", som sändes en halvtimme innan det ordinarie programmet i SVT Play och leddes av dubbla På spåret-vinnaren Ellinor Persson.
Till säsong 27 (2016/2017) introducerades en mobilapp som tittarna under programmet kunde tävla med mot På spåret-deltagarna.

## Tävlingsmoment
Varje program består av tre resor som de tävlande utifrån ledtrådar och film ska gissa sig till. När det aktuella resmålet är avslöjat ställs frågor med anknytning till detta. Dessutom tillkommer ett specialmoment som har varierat över åren – några exempel är "Vem där?" och "Listan".

### Resan
- Resan går ut på att de tävlande ska lista ut vilken ort programledaren söker då han läser upp olika kluriga ledtrådar,[15] samtidigt som filmer i hög fart från förarplatsen på ett tåg (ibland även bil, buss, båt eller flygplan) på väg till orten i fråga visas. Ledtrådar utdelas på 10, 8, 6, 4 och 2 poäng. För att svara drar lagen i nödbromsen, är svaret rätt ges poäng motsvarande den nivå som resan hunnit till. Det andra laget måste vänta till nästa poängnivå för att få ge sitt svar.

### Specialmoment
- Pekoralen går ut på att programledarparet framför ett pekoral, eller en sketch med ”fruktansvärt dåligt skådespeleri och ohyggligt låg nivå” (enligt Oldsberg)[16], där de ibland är utklädda (bland annat som Björnligan, Tintin och Kapten Haddock, Sherlock Holmes och Doktor Watson). Momentet ersattes 2006/2007 av Retur.
- I Retur, tidigare även kallat Årtalsfrågan eller Årsfrågesporten, ska de tävlande gissa vilket årtal som eftersöks utifrån filmer och bilder hämtade ur SVT:s TV-arkiv. Rätt svar ger tre poäng medan fel svar ger tre minuspoäng. Bara det lag som dragit i nödbromsen först får svara. Detta moment tillkom i samband med SVT:s 50-årsjubileum.
- Vem där? ersatte Retur 2010/2011. Istället för ett årtal är filmer och bilder här ledtrådar kopplade till en person.
- Listan var ett nytt moment från 2016/2017 då Vem där? skrotades. Laget som ligger under får välja mellan två ämnen (till exempel Europeiska huvudstäder eller Fotbollsspelare födda på 1970-talet). Båda lagen ska därefter avgöra vilka fyra av åtta svarsförslag som hör till det valda ämnet. Tre poäng går till det lag som prickar in de fyra rätta svaren. Har båda lagen svarat helt rätt är det de tävlande som ryckt först som får poängen. Listan försvann efter säsongen 2018/2019.
- Från säsongen 2019/2020 får det lag som ligger under efter två resor välja mellan Vem där? och Retur.
- Säsongen 2021 ersattes Vem där? och Retur av Närmast vinner, där lagen får se en film som anknyter till en plats, någonstans i världen. Det lag som kommer närmast med att pricka in platsen på en blindkarta får 3 poäng.

## Finalisterna
Här presenteras vilka lag som har vunnit samt tvåan respektive år. För en mer komplett lista över avsnitt och deltagare, se Lista över avsnitt av På spåret.

| Säsong  | Vinnare                                                               | Tvåor                                                                 |
| ------- | --------------------------------------------------------------------- | --------------------------------------------------------------------- |
| 1987    | Lennart "Hoa-Hoa" Dahlgren, Thomas Wernerson och Margareta Söderström |                                                                       |
| 1988    | Björn Hellberg, Mats Strandberg och Bengt Grive                       |                                                                       |
| 1990    | Björn Hellberg, Mats Strandberg och Joakim Nyström                    | Margareta Söderström, Lennart "Hoa-Hoa" Dahlgren och Thomas Wernerson |
| 1991    | Björn Hellberg, Mats Strandberg och Bengt Grive                       | Putte Wickman, Birgit Carlstén och Lennart Broström                   |
| 1993    | Björn Hellberg, Mats Strandberg och Bengt Grive                       | Lasse Strömstedt, Inger Nilsson och Kicki Hultin                      |
| 1995    | Cecilia Hagen och Tomas Tengby                                        | Peter Harryson och Eva Bysing                                         |
| 1996    | Tommy Engstrand och Birgit Carlstén                                   | Bengt Järnblad och Ma Oftedal                                         |
| 1997    | Peter Harryson och Malin Petersson                                    | Adde Malmberg och Cecilia Hagen                                       |
| 1998    | Carl Jan Granqvist och Lotta Bromé                                    | Lasse Eriksson och Ulrika Knutson                                     |
| 1999    | Peter Harryson och Carina Lidbom                                      | Birgit Carlstén och Sven Melander                                     |
| 2000    | Agneta Bolme Börjefors och Adde Malmberg                              | Birgit Carlstén och Sven Melander                                     |
| 2001    | Annette Kullenberg och Jesper Aspegren                                | Lotta Bromé och Carl Jan Granqvist                                    |
| 2002    | Carina Lidbom och Tommy Engstrand                                     | Cecilia Hagen och Lennart "Hoa-Hoa" Dahlgren                          |
| 2003    | Ingela Agardh och Stefan Holm                                         | Cecilia Hagen och Lennart "Hoa-Hoa" Dahlgren                          |
| 2004    | Ellinor Persson och Dick Harrison                                     | Ingela Agardh och Stefan Holm                                         |
| 2005–06 | Katarina Mazetti och Stefan Holm                                      | Adde Malmberg och Magdalena Forsberg                                  |
| 2006–07 | Caroline af Ugglas och Göran Hägg                                     | Anne Lundberg och Johan Wester                                        |
| 2007–08 | Anne Lundberg och Johan Wester                                        | Cecilia Hagen och Lennart "Hoa-Hoa" Dahlgren                          |
| 2008–09 | Lisa Syrén och Johan Wester                                           | Jessika Gedin och Hans Rosenfeldt                                     |
| 2009–10 | Johanna Koljonen och Marcus Birro                                     | Hélène Benno och Peter Apelgren                                       |
| 2010–11 | Peter Apelgren och Hélène Benno                                       | Martina Haag och Erik Haag                                            |
| 2011–12 | Martina Haag och Erik Haag                                            | Niklas Strömstedt och Jenny Strömstedt                                |
| 2012–13 | Ellinor Persson och Dick Harrison                                     | Cecilia Hagen och Lennart "Hoa-Hoa" Dahlgren                          |
| 2013–14 | Helena von Zweigbergk och Göran Everdahl                              | Elisabet Höglund och Jesper Rönndahl                                  |
| 2014–15 | Elisabet Höglund och Jesper Rönndahl                                  | Fredrik Wikingsson och Filip Hammar                                   |
| 2015–16 | Elisabet Höglund och Jesper Rönndahl                                  | Anna Ekström och Göran Hägglund                                       |
| 2016–17 | Johan Hilton och Kristin Lundell                                      | Isobel Hadley-Kamptz och Kalle Lind                                   |
| 2017–18 | Josefin Johansson och Johar Bendjelloul                               | Amie Bramme Sey och Gunnar Bolin                                      |
| 2018–19 | Parisa Amiri och Gunnar Wetterberg                                    | Eric Ericson och Kjell Wilhelmsen                                     |
| 2019–20 | Parisa Amiri och Gunnar Wetterberg                                    | Josefin Johansson och Johar Bendjelloul                               |
| 2020–21 | Magdalena Forsberg och Claes Elfsberg                                 | Louise Epstein och Thomas Nordegren                                   |
| 2021–22 | Cecilia Düringer och Jonatan Unge                                     | Hanna Hellquist och Ina Lundström                                     |
| 2022–23 | Marie Agerhäll och Fritte Fritzson                                    | Cecilia Düringer och Jonatan Unge                                     |
| 2023–24 | Marie Agerhäll och Fritte Fritzson                                    | Peter Apelgren och Hector Apelgren                                    |
| 2024–25 | Peter Apelgren och Hector Apelgren                                    | Gry Forssell och Jonas Rhodiner                                       |

## Produktion
Programmet spelas in flera månader i förväg (2023). Medier får avsnittet på måndagen samma vecka som det sänds.